# Urs Hugi (Schultheiss)
Urs Hugi (* zwischen 1470 und 1480; † Oktober 1542; heimatberechtigt in Solothurn) war ein Solothurner Schultheiss.

## Leben und Wirken
Urs Hugi wurde zwischen 1470 und 1480 geboren. Sein Vater war der Ratsherr Hans Hugi. Er war zweimal verheiratet und übte wie sein Vater und Bruder Benedikt das Metzgerhandwerk aus. Hugi war politisch gewandter als Benedikt und beerbte 1521 seinen Bruder als Haupterbe.
Hugi wurde 1506 erstmals als Solothurner Grossrat erwähnt. Im Jahr 1515 führte er das solothurnische Hauptheer nach Italien. Er gelangte in der Reformationszeit zu den höchsten Ämtern, da er am alten Glauben festhielt. Als Venner (Kriegsminister) ersetzte Hugi den neugläubigen Hans Hugi. Als Schultheiss wirkte er von 1534 bis 1536, von 1538 bis 1540 sowie in seinem Sterbejahr 1542.

## Belege
1. 1 2  Othmar Noser: Urs Hugi. In: Historisches Lexikon der Schweiz.  16. Januar 2008.

| Personendaten    | Personendaten           |
| ---------------- | ----------------------- |
| NAME             | Hugi, Urs               |
| KURZBESCHREIBUNG | Solothurner Schultheiss |
| GEBURTSDATUM     | zwischen 1470 und 1480  |
| GEBURTSORT       | Schweiz                 |
| STERBEDATUM      | Oktober 1542            |
| STERBEORT        | Schweiz                 |